# Teodosio Mingot

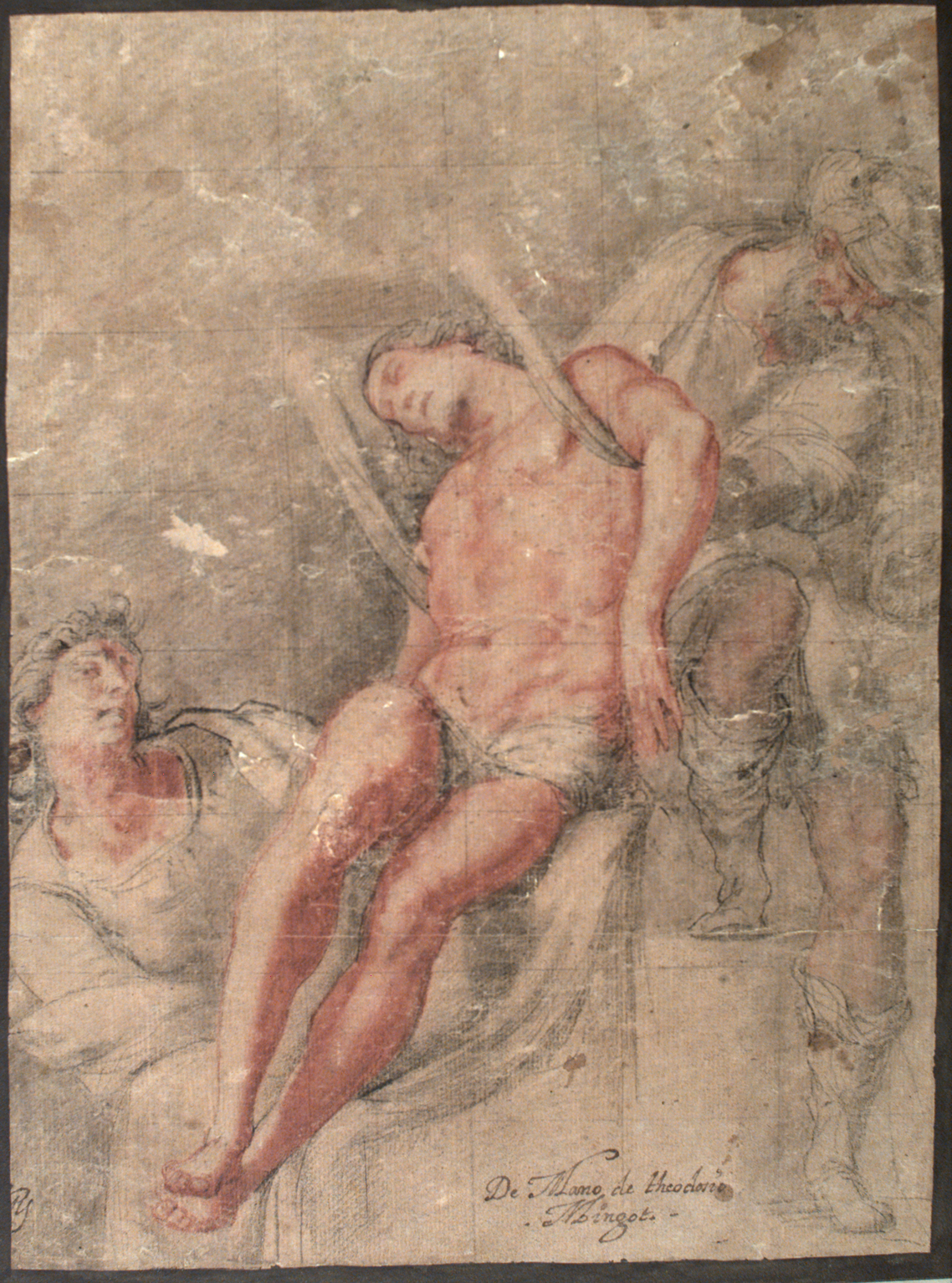
Cristo descendido de la Cruz, lápiz negro, rojo y tinta sepia sobre papel amarillento, en cuadrícula de 350 x 250 mm, Real Biblioteca, Patrimonio Nacional.

Teodosio Mingot (Valencia, c. 1590-Madrid, 1620) fue un pintor español, especializado en pintura al fresco.
Según Jusepe Martínez, que pudo obtener su información de fuente directa, tras haber sido discípulo de Francisco Ribalta en Valencia, de donde era natural, se trasladó a Madrid donde continuó su formación como discípulo de Vicente Carducho, con quien trabajó algunos años hasta que, tras contraer matrimonio, puso casa propia y tomó a su cargo con Jerónimo de Cabrera las pinturas al fresco de algunas salas del Palacio de El Pardo. Al poco de completar esas pinturas, seguía diciendo Martínez, los dos pintores murieron: «Dícese que con la grande continuación de aquella obra, o ya de la humedad de la cal, o por ser el puesto paludoso y húmedo, murieron y de verdad se perdieron dos ingenios de mucha importancia».
Antonio Palomino, sin embargo, teniéndolo por «español y natural del Principado de Cataluña», lo hizo discípulo de Miguel Ángel y supuso que habría sido Gaspar Becerra quien lo llamase todavía en tiempos del emperador Carlos V para pintar en el Pardo, donde sus pinturas demostraban «la escuela, en que se había criado», muriendo allí hacia 1590, con 39 años de edad. Ceán Bermúdez puso en cuestión la formación junto a Miguel Ángel y las fechas dadas por Palomino, pero admitía el origen catalán y su paso por Italia. Lo pintado en El Pardo junto a Cabrera, que Carducho concretaba en una «antecámara y torre», y Ceán en la antecámara del cuarto de la reina y una de las torres, se había perdido en tiempos de Ceán, «pero —concluía— si es suyo un Cristo a la Columna que posee en su colección el señor Iriarte, firmado Teodosio, fue un pintor muy correcto, de muy buen colorido y muy anatómico», en lo que concordaba con Palomino que lo tenía por «grandísimo dibujante y anatomista, como lo califican diferentes dibujos suyos, que yo he visto, y tengo en mi poder».
Las capitulaciones matrimoniales entre Teodosio Mingot y María López, hija del pintor de su majestad Francisco López, firmadas en Madrid el 13 de enero de 1615, en las que Mingot se declaraba «residente en esta Corte y natural de la Çiudad de Valençia», y menor de 25 años pero mayor de 24, confirman, sin embargo, la información de Jusepe Martínez, ratificada con la firma de Mingot como testigo del testamento de Jerónimo de Cabrera, fechado en 1618, y en su propio testamento de 1620.
Las pinturas contratadas por Cabrera para el Palacio de El Pardo en 1613, en las que pudo colaborar Mingot, eran las correspondientes a los cuartos del Rey y de la Reina, perdidas las del primero, donde lo pintado era la Historia del rey Asuero, y conservadas —aunque durante un tiempo ocultas— las del «Cuarto de la Reina», con la Historia de Ester narrada en nueve episodios enmarcados por la escocia, dividida a su vez en compartimentos en los que se representan las alegorías de las virtudes y los doce signos del zodiaco en correspondencia con los meses del año y con las cuatro estaciones que figuran en las esquinas.
De su habilidad para el dibujo y de sus conocimientos anatómicos, a los que aluden Palomino y Ceán, se conserva únicamente un dibujo del Descendimiento de la cruz en la llamada Colección de dibujos del Rey nuestro señor don Fernando VII Q.D.G., reunida en tres volúmenes en 1833 (Real Biblioteca).